# جنيد جاقر
جُنيد جاقر (بالتركية: Cüneyt Çakır؛ يُلفظ بالتركية المعاصرة: جُنيت تشاكر؛ مواليد 23 نوفمبر 1976) حكم كرة قدم دولي سابق من تركيا.
كان جاقر من بين حكام النخبة في الاتحاد الأوروبي لكرة القدم (يويفا). وأدار عددًا من المباريات في بطولات شهيرة كانت أبرزها مباراة نهائي دوري أبطال أوروبا 2015.

## المسيرة المهنية
أدار تشاكر أزيد من 250 مباراة بما في ذلك 12 ديربي (5 منها في تركيا). يُعد حكم ذو خبرة في الدوري التركي الممتاز وكان قد تم اختياره لإدارة نهائي كأس العالم أقل من 21 سنة في السويد عام 2009.
أصبح حكم لدى الاتحاد الأوروبي؛ أدار أول مباراة له في دوري أبطال أوروبا خلال جولة التصفيات بين سكونتو وسلايما واندريرز في تموز/يوليو 2003. تولى مسؤولية إدارة مباراتين في كأس الأمم الأوروبية 2007 تحت 19 عاما التي أُقيمت في النمسا كما دار اثنين من المباريات في تصفيات بطولة أمم أوروبا 2008.
دخل مجال الاحتراف في موسم 2008–09 بعدما أدار مباراة في دور المجموعات بين تفينتي أنشخيدة وشالكه 04 في ديسمبر 2008. أدار أيضا مباراة أخرى بين فولهام ونادي هامبورغ في نصف نهائي الدوري الأوروبي 2009–10.
في 29 سبتمبر 2010 حضر تشاكر لأول مرة في مرحلة مجموعات دوري أبطال اوروبا حيث تولى مسؤولية قيادة مباراة ضمن المجموعة الرابعة بين روبين كازان وبرشلونة. ثم تولى فيما بعد مباراة ثانية بين تشيلسي ونادي سبارتاك موسكو في 3 نوفمبر 2010.
أدار أيضا بعض المباريات في الدوري الأوروبي؛ حيث قاد مباراة مانشستر سيتي-دينامو كييف في 17 مارس 2011 لحساب الجولة 32. طرد تشاكر اللاعِب ماريو بالوتيلي ووزع خلال تلك الفترة ثماني بطاقات صفراء. في أغسطس 2011 أدار خمس مباريات بما فيها مباراة نصف النهائي بين البرتغال وفرنسا لحساب كأس العالم تحت 20 سنة الذي استضافته كولومبيا.
في 24 أبريل 2012 شارك رسميا في دوري أبطال أوروبا حيث قاد مباراة الدور قبل النهائي بين برشلونة وتشيلسي في الكامب نو ببرشلونة؛ حينها طرد تشاكر جون تيري في الشوط الأول؛ وبالرغم من ذلك فقد فاز تشيلسي بـ3–2 في مجموع المباراتين. في 11 يونيو 2012 قاد أول مباراة له في يورو 2012 بين أوكرانيا والسويد.
في 1 يوليو 2012 عين كحكم رابع في نهائي يورو 2012 بين إسبانيا وإيطاليا في كييف. في 14 ديسمبر من عام 2012 تم تعيين الحكم لإدارة نهائي كأس العالم للأندية 2012 بين كورينثيانز وتشيلسي والتي لُعبت في يوكوهاما. فاز كورينثيانز في تلك المباراة بهدف نظيف وشهد طرد الحكم التركي لللاعب غاري كاهيل.
في 5 مارس 2013 أدار تشاكر مباراة في دوري أبطال أوروبا 2012–13 جمعت بين مانشستر يونايتد وريال مدريد وقد أثار الجدل حينها بعدما قام بطرد لاعب مانشستر يونايتد ناني خلال النصف الثاني من المباراة؛ وهو القرار الذي أغضب السير أليكس فيرغسون. في 9 يوليو 2014 تم تعيينه لإدارة بعض المباريات في كأس العالم لعل أبرزها مباراة نصف النهائي التي جمعت بين هولندا والأرجنتين في ساو باولو.

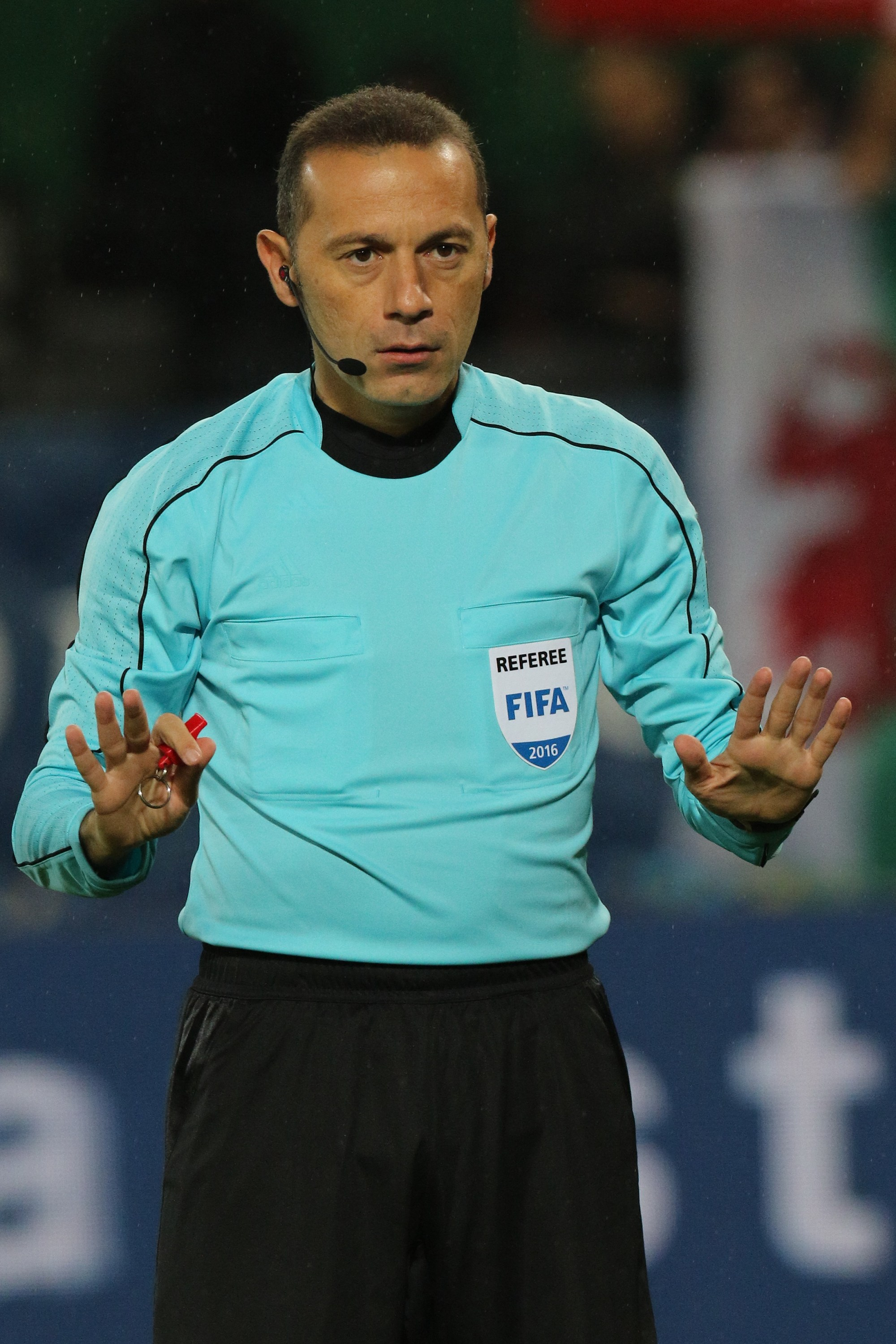
تشاكر في أكتوبر 2016

أدار تشاكر لأول مرة نهائي دوري أبطال أوروبا الذي جمع بين يوفنتوس وبرشلونة في الملعب الأولمبي ببرلين. كان موسم 2016-17 جيداً لدى جنيد حيث قاد الكثير من المباريات المهمة بما في ذلك مباراة نصف النهائي بين أتلتيكو مدريد وريال مدريد في ملعب فيسنتي كالديرون بمدريد في إسبانيا يوم 10 مايو 2017.
قاد تشاكر رسميا بعض المباريات في مرحلة المجموعات لحساب دوري أبطال أوروبا 2017–18؛ وذاع صيته بعدما حَكَمَ في المباراة التي جمعت بين بايرن ميونخ وباريس سان جيرمان في ديسمبر من عام 2017،  كما قاد مباراة أخرى بين نادي برشلونة وتشيلسي في ستامفورد بريدج في 20 شباط/فبراير 2018. وأدار في وقت لاحق مباراة إياب نصف النهائي بين ريال مدريد وبايرن ميونخ في مدريد.

## مباريات كأس العالم
| كأس العالم 2014 | كأس العالم 2014     | كأس العالم 2014        | كأس العالم 2014 |
| التاريخ         | المباراة            | الملعب                 | الجولة          |
| --------------- | ------------------- | ---------------------- | --------------- |
| 17 يونيو 2014   | البرازيل - المكسيك  | ملعب كاستيلاو          | دور المجموعات   |
| 26 يونيو 2014   | الجزائر - روسيا     | ملعب أرينا دي بايكسادا | دور المجموعات   |
| 9 يوليو 2014    | هولندا - الأرجنتين  | أرينا كورينثيانز       | نصف النهائي     |
| كأس العالم 2018 |                     |                        |                 |
| التاريخ         | المباراة            | الملعب                 | الجولة          |
| 15 يونيو 2018   | المغرب - إيران      | ملعب كريستوفسكي        | دور المجموعات   |
| 26 يونيو 2018   | نيجيريا - الأرجنتين | ملعب كريستوفسكي        | دور المجموعات   |
| 11 يوليو 2018   | كرواتيا – إنجلترا   | ملعب لوجنيكي           | نصف النهائي     |

## وصلات خارجية
- جنيد جاقر على موقع IMDb (الإنجليزية)
- جنيد جاقر على موقع Soccerway.com (الإنجليزية)
- جنيد جاقر على موقع عالم كرة القدم.نت (الإنجليزية)
- جنيد جاقر على موقع أوليمبيديا (الإنجليزية)
- من موقع الاتحاد التركي لكرة القدم